# میکلی ۱۵۲۶
سیارک ۱۵۲۶ (به انگلیسی: 1526 Mikkeli، نامگذاری:1939TF) هزار و پانصد و بیست و ششمین سیارک کشف شده‌است که در ۷ اکتبر ۱۹۳۹ کشف شد.
قدر مطلق سیارک برابر ۱۳٫۶۰ است.